# Életben maradtak (film)
Az Életben maradtak (eredeti, angol nyelvű címén Alive) egy 1993-ban bemutatott amerikai filmdráma, amely egy megtörtént légikatasztrófa történetét és a 16 túlélő megmenekülését mutatta be, Piers Paul Read 1974-ben megjelent, magyar nyelven azonos címen kiadott könyve alapján (a könyv eredeti angol címe: Alive: The Story of the Andes Survivors. A történet egy uruguayi főiskolásokból álló rögbicsapatról szól, amely a csapat néhány rajongójával, családtagokkal és barátokkal együtt el akart utazni Chilébe, az uruguayi légierő 571-es számú repülőgépével, hogy az ottani rögbicsapatokkal játsszon néhány barátságos mérkőzést. A repülőgép azonban, részben a kedvezőtlen időjárás, részben navigációs hibák miatt lezuhant az Andokban, 1972. október 13-án.
A film rendezője Frank Marshall, narrátora John Malkovich volt. A túlélők egyike, Nando Parrado (akit a filmben Ethan Hawke alakított) technikai tanácsadóként működött közre a film elkészítésében. Ismertebb szereplők még a film stáblistájáról Vincent Spano, Josh Hamilton és Ele Keats.

## Történet
A film néhány fényképpel indul, amelyek az uruguayi főváros, Montevideo Stella Maris nevű főiskoláján működő Keresztény Öregfiúk Rögbicsapat tagjait mutatja be. Carlitos Páez (az egykori túlélők egyike, húsz évvel a szerencsétlenség után) közben magyarázza, hogy a képeket az ő apja készítette, és bemutat a fotókon néhány csapattagot is, köztük saját magát fiatal korában, Alex Moralest, Felipe Restanót, Nando Parradót és a csapat kapitányát, Antonio Balbit. Carlitos ezután egy rövid monológgal utal a későbbi balesetre, beszélve a hősiességről, a magányról és a hitről.
A történet ezután visszaugrik 1972. október 13-ára, amikor az uruguayi légierő 571-es számú, Fairchild típusú repülőgépe megpróbálta keresztülszelni az Andokot. A rögbijátékosok és velük utazó barátaik itt még izgatottan várják a Chilében rájuk váró mérkőzéseket. Nando húga, Susana a hegylánc szépségét méltatja, és örömét fejezi ki afölött a hír fölött, hogy a gép várhatóan 20 percen belül földet ér.
Amint azonban a gép kijut a felhőzónából, váratlanul légörvénybe kerül, és nekiütközik egy, a személyzet által a repülési térképen fel nem fedezett hegynek. Az ütközés következtében a gép mindkét szárnya és farokrésze letörik, a törzs megmaradt része pedig a lesiklik a havas hegyoldalon, míg végül egy hómezőn áll meg. Bár a személyzet egyik tagja és hat utas is szörnyethal az ütközés pillanatában, a gépen utazó 45 fő túlnyomó része életben marad, ezért Antonio, a csapatkapitány rögtön igyekszik is kézbe venni az irányítást, és megszervezni a segítségnyújtást a megsérült csapattársaknak. Miután a csapatból ketten is orvostanhallgatók (Roberto Canessa és Gustavo Zerbino), őket irányítja elsőként a komolyabb sérültekhez. Hat fő életét nem sikerül megmenteni, ők rövid időn belül meghalnak; köztük van mindkét pilóta, továbbá Alex, Nando Parrado édesanyja és egy idősebb pár. Nando súlyos fejsérülést szenved és kómába esik; Susana húgának súlyos belső sérülései vannak.
Este, ahogy a nap lenyugszik, a túlélők elkezdenek felkészülni az éjszakára. Meleg holmival senki sem készült igazán, de Canessa felfedezi, hogy az üléshuzatok leszedhetők, és alkalmasak arra, hogy takarónak használják őket. Szorosan egymás mellé húzódva fekszenek le a gép törzsében, hogy így tudják melegíteni egymást. Antonio, Roy Harley-val és Rafael Canóval azon fáradozik, hogy minél inkább betömjék a törzsön, a letört farokrész helyén tátongó lyukat, és bőröndökből emelnek falat a betörő szél ellen. Az éjszaka további részében még két utas hal bele sérüléseibe, köztük Mrs. Alfonsín, akire előtte Carlitos durván rákiabált, mert hangosan jajgatott a fájdalma miatt; amikor kiderül az asszony halála, Carlitos hosszan szégyenkezik durvasága miatt. A reggel azonban új problémákat is felszínre hoz: kiderül, hogy a gépen szinte semmi élelmiszer nincs, és a hegyen sem nő semmi, amit élelemként be lehetne gyűjteni. A gépen csak némi csokoládét, kekszet, bort és fogkrémet találnak, Antonio ezért elhatározza, hogy szigorúan adagolni fogja a készleteket. A nap folyamán azonban egy repülőgép száll el fölöttük, amely ráadásul meg is billenti a szárnyát, ezért nagy ünneplés tör ki, mindenki biztos benne, hogy nem kell már sokáig a hegyen időzniük. Abban bíznak, hogy másnapra megérkezik a mentőosztag, ezért a társaság lelkesen elfogyasztja a megmaradt csokoládékészletet, amiből csak Javier, a felesége és Antonio marad ki.
A következő napokban a legtöbb izgalmat a rádióadások keresése jelenti, ám a kilencedik napon rendkívül lesújtó hír érkezik: a túlélők megtudják, hogy hivatalosan lefújták a keresést. Ennek kapcsán éles vita tör ki Antonio és több társa között a felelőtlenül elfogyasztott csokoládé miatt. Eközben Nando Parrado, több nap kóma után visszanyeri az eszméletét, nem kis mértékben Carlitos és Hugo Diaz gondoskodásának köszönhetően. Amikor megtudja, hogy anyja meghalt, Nando a húgára összpontosítja minden figyelmét, amikor pedig megtudja, hogy Susanának is csak napjai vannak hátra, megfogadja, hogy nekiindul és gyalog fog lejutni a hegyről. Amikor Carlitos felhívja a figyelmét, hogy ehhez valamit enni is kell, Nando hanyagul felveti, hogy egyenek a pilóták húsából, hogy így túléljék az utat.
Ebből heves vita kerekedik, de végül az éhező utasok elhatározzák, hogy enni fognak halott társaik húsából, annak érdekében, hogy legalább ők életben maradhassanak. Zerbino, Rafael és Juan Martino közben expedíciót szervez a gép leszakadt és a törzstől messzire sodródott farokrészéhez, abban a reményben, hogy megtalálják azokat a telepeket, amik a gép rádiójának működtetéséhez szükségesek. A törmelék között több holttestet is felfedeznek, de egyébként eredménytelenül kénytelenek visszatérni a csoporthoz, mert kiderül, hogy a gép farka még messzebb van, mint azt hitték. Ugyanezen a héten egy lavina csapódik neki a gépnek, és hóval árasztja el az utasteret. A többségnek sikerül kijutnia a felszínre, de nyolcan nem tudnak kimenekülni, és megfulladnak a hó alatt, vagy halálra fagynak, köztük Antonio, a csapatkapitány, Liliana és Juan; Liliana halálával az utolsó nő is meghal a gépen utazó öt nő közül. A lavinát követően egy újabb expedíciós csapat szerveződik Nandóból, Canessából és Vizintínből (becenevén Tintín), amely megtalálja a gép farkát. A telepeket ugyan nem tudják kiszerelni és átvinni a törzsbe, de visszatérnek a bázisra, hogy magukkal vigyék Royt, akiről úgy tartották, hogy ért az elektromos berendezésekhez. Roy azonban több kísérlet ellenére sem tudja megjavítani a rádiót, ezért a csapat elégedetlenkedve, dolgavégezetlenül tér vissza a géphez.
A következő hetekben újabb halálesetek történnek, meghal Federico Aranda, Alberto Antuna, sőt Rafael Cano is. Haláluk hatására Nandónak sikerül meggyőznie a vonakodó Canessát, hogy induljanak el és keressenek kiutat a kordillerából. Először Tintínt is magukkal viszik, de két napi hegymászás után visszaküldik a csapathoz, hogy jobban be tudják osztani a magukkal vitt húst. Útjuk 12 napon keresztül tart a hegyláncon keresztül, mígnem végre elérnek egy lakott helyet, és így riasztani tudják a hatóságokat, illetve tájékoztatni őket a többiek hollétéről. Néhány jelenettel később már helikopterek landolnak a hómezőn, az ott maradt 14 túlélő ünneplése közepette.
A film végül ismét visszatér a jelenbe: ismét Carlitos beszél arról, hogy a túlélők később visszatértek a tragédia helyszínére, eltemették a halottakat egy kőhalom alá, ahol egy keresztet is emeltek. Az utolsó képkockákon ez az emlékmű látható, amely a hegyen elhunyt 29 áldozat emlékét őrzi.

## Szereposztás
| Karakter                    | Színész            | Magyar hang         |
| --------------------------- | ------------------ | ------------------- |
| Nando Parrado               | Ethan Hawke        | Bor Zoltán          |
| Antonio Balbi               | Vincent Spano      | Barabás Kiss Zoltán |
| Roberto Canessa             | Josh Hamilton      | Bolba Tamás         |
| Carlitos Páez               | Bruce Ramsay       | Galambos Péter      |
| Antonio "Tintín" Vizintín   | John Newton        | Háda János          |
| Gustavo Zerbino             | David Kriegel      | Alföldi Róbert      |
| Roy Harley                  | Kevin Breznahan    |                     |
| Javier Methol               | Sam Behrens        | Halmágyi Sándor     |
| Lilliana Methol             | Illeana Douglas    | Papp Ági            |
| Bobby François              | Jack Noseworthy    |                     |
| Federico Aranda             | Christian J. Meoli | Szűcs Sándor        |
| Alberto Artuna              | Jake Carpenter     | Breyer Zoltán       |
| Rafael Cano                 | Michael DeLorenzo  | Holl Nándor         |
| Fraga, a szerelő            | José Zúñiga        |                     |
| Hugo Díaz                   | Danny Nucci        |                     |
| Fito Strauch                | David Cubitt       | Koncz István        |
| Eduardo Strauch             | Gian DiDonna       |                     |
| Daniel Fernández            | John Cassini       |                     |
| Juan Martino                | Michael Woolson    |                     |
| Pablo Montero               | Chad Willett       |                     |
| Moncho Sabella              | Richard Ian Cox    |                     |
| Coche Inciarte              | Gordon Currie      |                     |
| Susana Parrado              | Ele Keats          | Kiss Virág          |
| Felipe Restano              | Josh Lucas         | Szokol Péter        |
| Álex Morales                | Silvio Pollio      | Németh Kristóf      |
| Álvaro Mangino              | Nuno Antunes       | Koncz István        |
| Pancho Delgado              | Michael Tayles     |                     |
| Pedro Algorta               | Steven Shayler     |                     |
| Víctor Bolarich             | Jason Gaffney      |                     |
| Másodpilóta                 | Jerry Wasserman    |                     |
| Julio César Ferradas pilóta | Michael Sicoly     | Uri István          |
| Mrs. Alfonsín               | Diana Barrington   | Bessenyei Emma      |
| Eugenia Parrado             | Jan D'Arcy         | Menszátor Magdolna  |
| Steward                     | Frank Pellegrino   |                     |
| Tomás Alonso                | Seth Arnett        |                     |
| Dr. Solana                  | Aurelio Dinunzio   |                     |
| Mrs. Solana                 | Fiona Roeske       |                     |
| Martínez, a navigátor       | Tony Morelli       | Rudas István        |
| Jorge Armas                 | Pat Romano         |                     |
| Carlitos idősen / Narrátor  | John Malkovich     | Galambos Péter      |

| Túlélők - Ethan Hawke – Nando Parrado - Josh Hamilton – Roberto Canessa - John Haymes Newton – Antonio "Tintin" Vizintin - Bruce Ramsay – Carlitos Páez - David Kriegel – Gustavo Zerbino - Jack Noseworthy – Roberto "Bobby" Francois - Kevin Breznahan – Roy Harley - David Cubitt – Adolfo "Fito" Strauch - Gian DiDonna – Eduardo Strauch - John Cassini – Daniel Fernandez - Richard Ian Cox – Ramon "Moncho" Sabella - Nuno Antunes – Alvaro Mangino - Gordon Currie – Jose Luis "Coche" Inciarte - Sam Behrens – Javier Methol - Michael Tayles – Alfredo "Pancho" Delgado - Steven Shayler – Jose Pedro Algorta - John Malkovich – Carlitos Páez idősebb korában / Narrátor | Elhunytak - Michael Sicoly – Julio Ferrádas ezredes, pilóta - Jerry Wasserman – Dante Lagurara ezredes, másodpilóta - Tony Morelli – Ramón Martínez hadnagy, navigátor - José Zúñiga – Carlos "Fraga" Roque őrmester, gépész - Frank Pellegrino – Ovidio Joaquín Ramírez őrmester, légiutaskísérő - Illeana Douglas – Liliana Methol, Javier Methol felesége - Ele Keats – Susana Parrado, Nando Parrado húga - Jan D'Arcy – Eugenia Parrado, Nando Parrado anyja - Danny Nucci – Hugo Diaz (kitalált alak, Diego Storm eredeti karaktere alapján) - Vincent Spano – Antonio Balbi (kitalált alak, Marcelo Pérez eredeti karaktere alapján) - Michael DeLorenzo – Rafael Cano (kitalált alak, Numa Turcatti eredeti karaktere alapján) - Josh Lucas – Felipe Restano (kitalált alak, Francisco Abal eredeti karaktere alapján) - Chad Willett – Pablo Montero (kitalált alak, Enrique Platero eredeti karaktere alapján) - Michael Woolson – Juan Martino (kitalált alak, Daniel Maspons eredeti karaktere alapján) - Diana Barrington – Mrs. Alfonsin (kitalált alak, Graciela Mariani eredeti karaktere alapján) - Christian Meoli – Federico Aranda (kitalált alak, Rafael Echavarren eredeti karaktere alapján) - Jake Carpenter – Alberto Antuna (kitalált alak, Arturo Nogueira eredeti karaktere alapján) - Silvio Pollio – Álex Morales (kitalált alak, Fernándo Vázquez eredeti karaktere alapján) - Jason Gaffney – Victor Bolarich (kitalált alak, Gustavo "Coco" Nicolich eredeti karaktere alapján) - Seth James Arnett – Tomas Alonso (kitalált alak, Carlos Valeta eredeti karaktere alapján) - Aurelio Dinunzio – Dr. Solana (kitalált alak, dr. Francisco Nicola eredeti karaktere alapján) - Fiona Roeske – Mrs. Solana (kitalált alak, Esther Nicola eredeti karaktere alapján) |

## Fogadtatás
A film általánosságban kedvező fogadtatásban részesült. Némelyek a szereposztást kritizálták, azzal érvelve, hogy a szereplőket alakító színészeket főként dél-európai, olasz vagy spanyol gyökerű személyek közül kellett volna válogatni (figyelembe véve Uruguay demográfiai összetételét), nem pedig jórészt észak-európai származású színészekre osztani a szerepeket. A valósághoz ugyanakkor hozzátartozik, hogy a történet tényleges szereplői között számosan voltak brit, ír, francia, német vagy horvát eredetűek is, mint például Roy Harley, Bobby François, Gustavo Nikolich vagy a Strauch unokatestvérek.

## Fordítás
Ez a szócikk részben vagy egészben  az   Alive (1993 film) című angol Wikipédia-szócikk fordításán alapul.  Az eredeti cikk szerkesztőit annak laptörténete sorolja fel. Ez a jelzés csupán a megfogalmazás eredetét és a szerzői jogokat jelzi, nem szolgál a cikkben szereplő információk forrásmegjelöléseként.